# وائویل، منچه
وائویل، منچه (به فرانسوی: Vauville, Manche) یک کمون در فرانسه است که در Canton of Beaumont-Hague واقع شده‌است.

## خصوصیات
وائویل ۱۶٫۳۵ کیلومترمربع مساحت و ۳۷۶ نفر جمعیت دارد و ۴۰ متر بالاتر از سطح دریا واقع شده‌است.